# Psychotoksyczne środki trujące
Psychotoksyczne środki trujące (środki psychozotwórcze, psychogazy) – substancje chemiczne o działaniu odurzającym, stosowane są jako bojowe środki trujące. Można je podzielić na dwie zasadnicze grupy:
- Środki psychomimetyczne – związki chemiczne zaburzające normalne funkcjonowanie ośrodkowego układu nerwowego. Zazwyczaj są substancjami psychoaktywnymi o działaniu psychodelicznym jak na przykład LSD, choć znane są substancje celowo projektowane jako broń chemiczna – przykładowo BZ.
- Środki psychotropowe – substancje powodujące objawy paraliżu fizycznego oraz zaburzenia naruszające normalny tok myślenia i spostrzegawczości. Przeważnie działają one depresyjnie na ośrodkowy układ nerwowy, jak na przykład fentanyl.

Typowym środkiem psychomimetycznym jest syntetyczna substancja psychoaktywna, LSD-25. Środek ten wywołuje zaburzenia percepcji, zmiany w sferze uczuć oraz ogólne zaburzenia świadomości. Efekty te nie są trwałe i nie wywołują szkodliwych następstw. Do tej grupy można zaliczyć także: bufoteninę, dimetylotryptamina, psylocybinę i meskalinę. Wszystkie te związki występują w naturze. W czasie wojny wietnamskiej Amerykanie używali podtlenku azotu, czyli gazu rozśmieszającego jako gazu bojowego. 
Cechą charakterystyczną wszystkich środków psychotoksycznych jest naruszanie najwyższych, najbardziej delikatnych czynności układu nerwowego, strefy psychicznej. Wywoływane przez nie objawy są podobne do objawów występujących w różnego rodzaju chorobach psychicznych, a więc: zaburzenia świadomości i spostrzegania, halucynacje wzrokowe i słuchowe, zaburzenia procesów myślenia i orientacji oraz strefy uczuć i woli. Niektóre środki psychotoksyczne wywołują zobojętnienie, inne natomiast strach. Przy nieco większych dawkach następuje spowolnienie i brak koordynacji ruchów, drżenie mięśni, a wreszcie stan kataleptyczny. Stan ten cechuje się osłupieniem i zniesieniem reakcji na bodźce zewnętrzne. Wszystkie objawy utrzymują się od kilku do kilkunastu godzin, zależnie od właściwości konkretnej substancji.